# 스파밸리

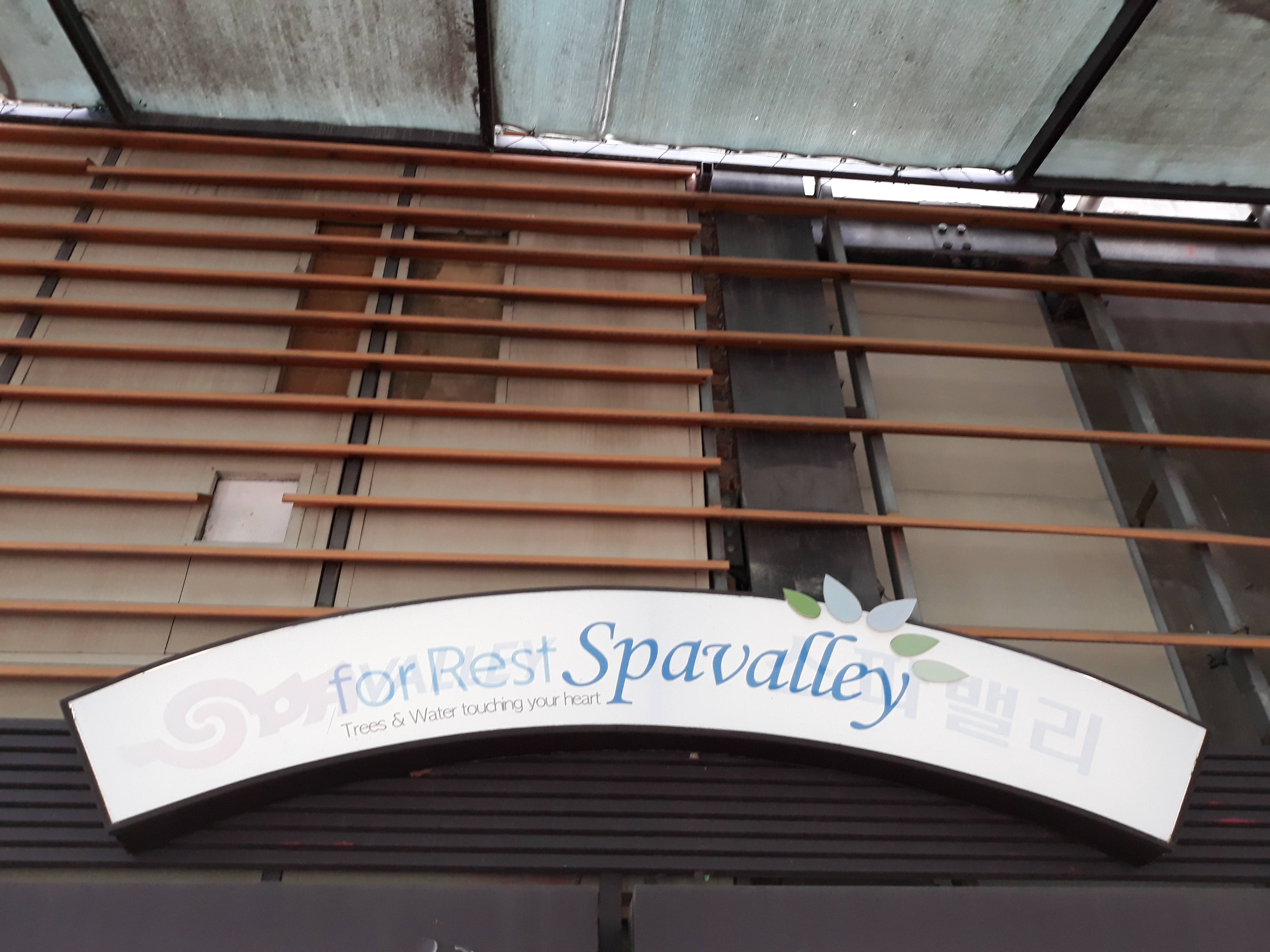
스파밸리 광장 폴 사인

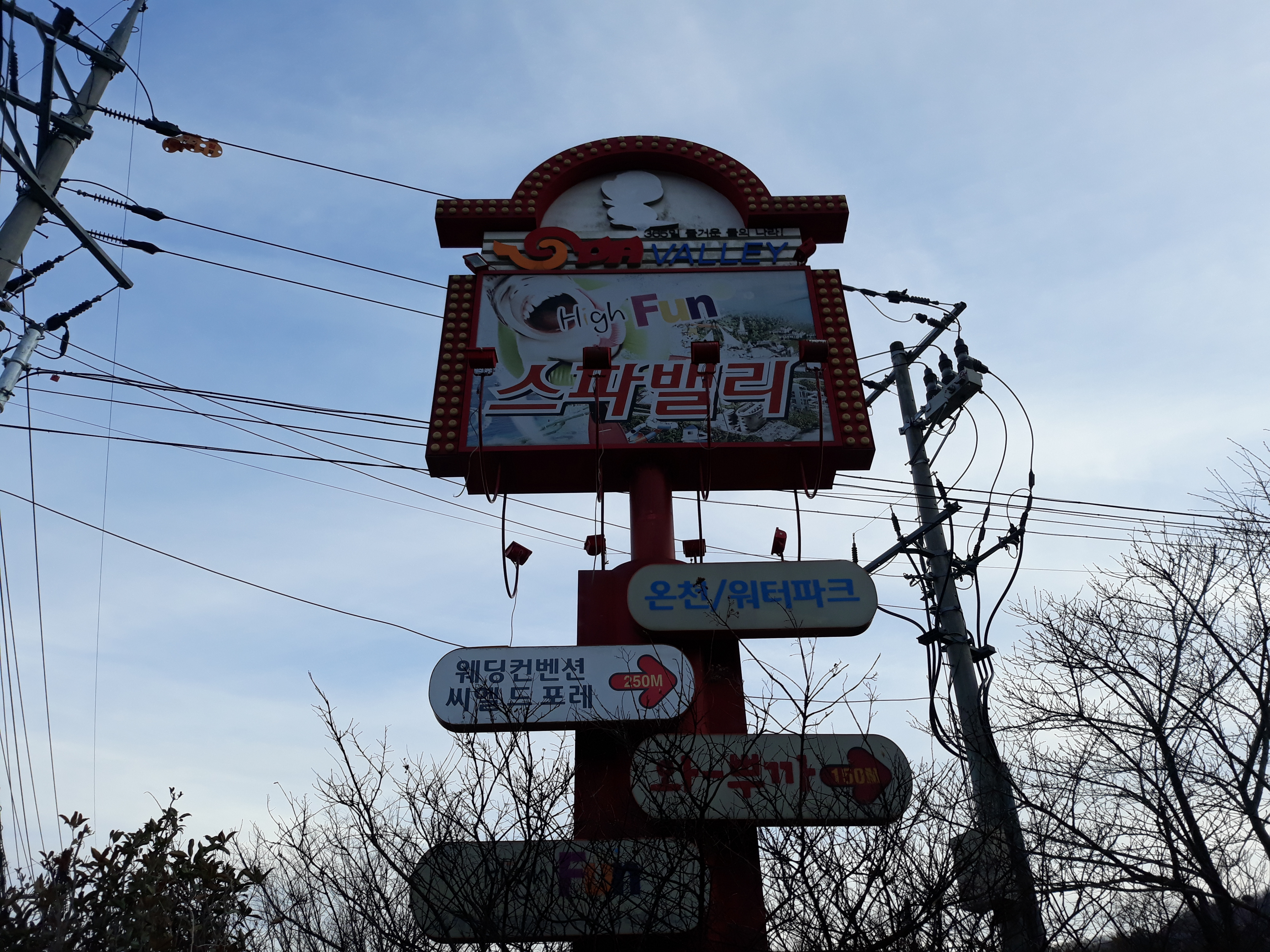
서쪽 입구 폴 사인

스파밸리(Spavalley)는 대한민국 대구광역시 달성군 가창면 냉천리에 위치한 워터파크 겸 온천이다. 2003년에 처음 오픈하여 현재에 이른다.

## 특징
대구 도심에서 많이 떨어져 있지 않아 어렵지 않게 찾을 수 있는 곳이다.
대구광역시와 경상북도 경산시에서 가장 규모가 큰 워터파크 이자 대구광역시에서 유일무이 하게 야외 시설, 실내 시설을 모두 갖춘 워터파크이며, 대구시민들이 가장 많이 찾는 워터파크로 손꼽힌다. 야외에는 파도풀과 유수풀을 포함해 총 12개의 시설을 갖추고 있으며, 실내에는 클로렐라 노천탕과 바데풀을 포함해 총 12개의 시설을 갖추고 있다. 여름 시즌에 대노천탕에서 버블 파티가 열리는 곳으로 유명하다. 2017년 6월 2일에 웰니스 관광 25선 관광지에 선정되었다.

## 네이처파크
스파밸리 구내에는 네이처파크라고 하는 큰 달빛 정원이 있다. 스파밸리 워터파크 시설 뒷편에 위치한 큰 정원이며, 동물원과 식물원 등의 시설을 갖추고 있다. 교감형 동.식물원이라 불린다. 꽃 축제나 동물과 관련된 행사 등이 주로 열린다.

## 역사
- 2003년: 개장과 동시에 운영 개시

- 2017년 6월 2일: 웰니스 관광 25선 관광지에 선정됨

## 놀이 시설

### 실외
- 파도풀
- 유수풀
- 부메랑
- 슈퍼볼
- 정글아쿠아
- 허리케인 슬라이드
- 스피드 슬라이드
- 마운틴 슬라이드
- 드레곤 슬라이드
- 다이빙풀
- 대노천탕(왕실양명탕, 王室養命湯)
- 노천오행탕

### 실내
- 클로렐라 노천탕
- 바데풀
- 어린이풀
- 키즈풀
- 닥터피쉬 전신탕(유료)
- 찜질방
- 온천사우나
- 아쿠아플레이
- 한방노천탕
- 한방바데풀
- 한방 아로마 테라피
- 스톤테라피